# Áp lực đồng trang lứa
Áp lực bạn bè, hoặc áp lực đồng nghiệp, là sự chi phối trực tiếp hoặc gián tiếp đến mọi người đồng nghiệp, mọi thành viên của xã hội nhóm với cùng sở thích, kinh nghiệm, hoặc địa vị xã hội giống nhau. Các thành viên của một nhóm đồng đẳng, không nhiều thì ít cũng chi phối lòng tin và lối cư xử của người trong nhóm. Một nhóm hoặc cá nhân nào đó cũng có thể "được khuyến khích và tự nguyện" đi theo lề lối của đồng nghiệp bằng cách thay đổi thái độ, giá trị, hoặc lề lối cư xử cho phù hợp với nhóm hoặc cá nhân đang có thế lực. Cho cá nhân bị chi phối, áp lực bạn bè có thể dẫn đến kết quả tích cực hoặc tiêu cực hoặc cả hai.
Ảnh hưởng của áp lực bạn bè không có giới hạn nào trong khuôn khổ và hình thức. Nó có thể xảy ra trong bất cứ môi trường nào, bất cứ nhóm xã hội nào. Đó là bao gồm cả các nhóm thành viên bắt buộc (chẳng hạn như các đảng phái chính trị, công đoàn, trường học) trong đó có những cá nhân được phong chức là thành viên "chính thức", và các nhóm clique, trong đó có những thành viên nào, thì không định rõ cho lắm. Nhưng ảnh hưởng của áp lực bạn bè không chừa ai ra, thành viên hay không thành viên, trong nhóm hay ngoài nhóm. Nghiên cứu cho thấy rằng, ngay như các tổ chức lớn cũng rất dễ bị áp lực đồng nghiệp. Điển hình là một tập đoàn lớn có thể bị chi phối bởi các công ty khác trong ngành hoặc từ trụ sở chính.
Áp lực đồng trang lứa xuất phát từ nhiều nguyên nhân khác nhau:
- Chủ nghĩa tập thể (Collectivism): là một khái niệm phản ánh tư duy chủ đạo trong văn hóa Á Đông. Theo quan niệm này, con người có xu hướng cảm thấy nhu cầu phụ thuộc vào một nhóm người nào đó, mong muốn được chấp nhận và hòa nhập trong cộng đồng. Vì vậy họ thường điều chỉnh hành vi, sở thích và lối sống của mình sao cho phù hợp với các giá trị và kỳ vọng của nhóm, nhằm tránh bị cô lập hoặc phản đối.
- Sự cạnh tranh: là điều không thể tránh khỏi trong bất kỳ môi trường nào. Người trẻ cảm thấy áp lực khi phải vượt qua và đạt thành tích cao hơn bạn bè, đồng nghiệp
- Mạng xã hội và truyền thông: sự hào nhoáng trên mạng xã hội khiến sự tự ti và mưu cầu thể hiện nhân lên gấp nhiều lần so với thời đại trước.
- Sự ảnh hưởng từ gia đình: Áp lực đồng trang lứa có thể bắt nguồn từ sự kỳ vọng của gia đình hoặc người lớn xung quanh.[2]